# Tabor (Trommel)

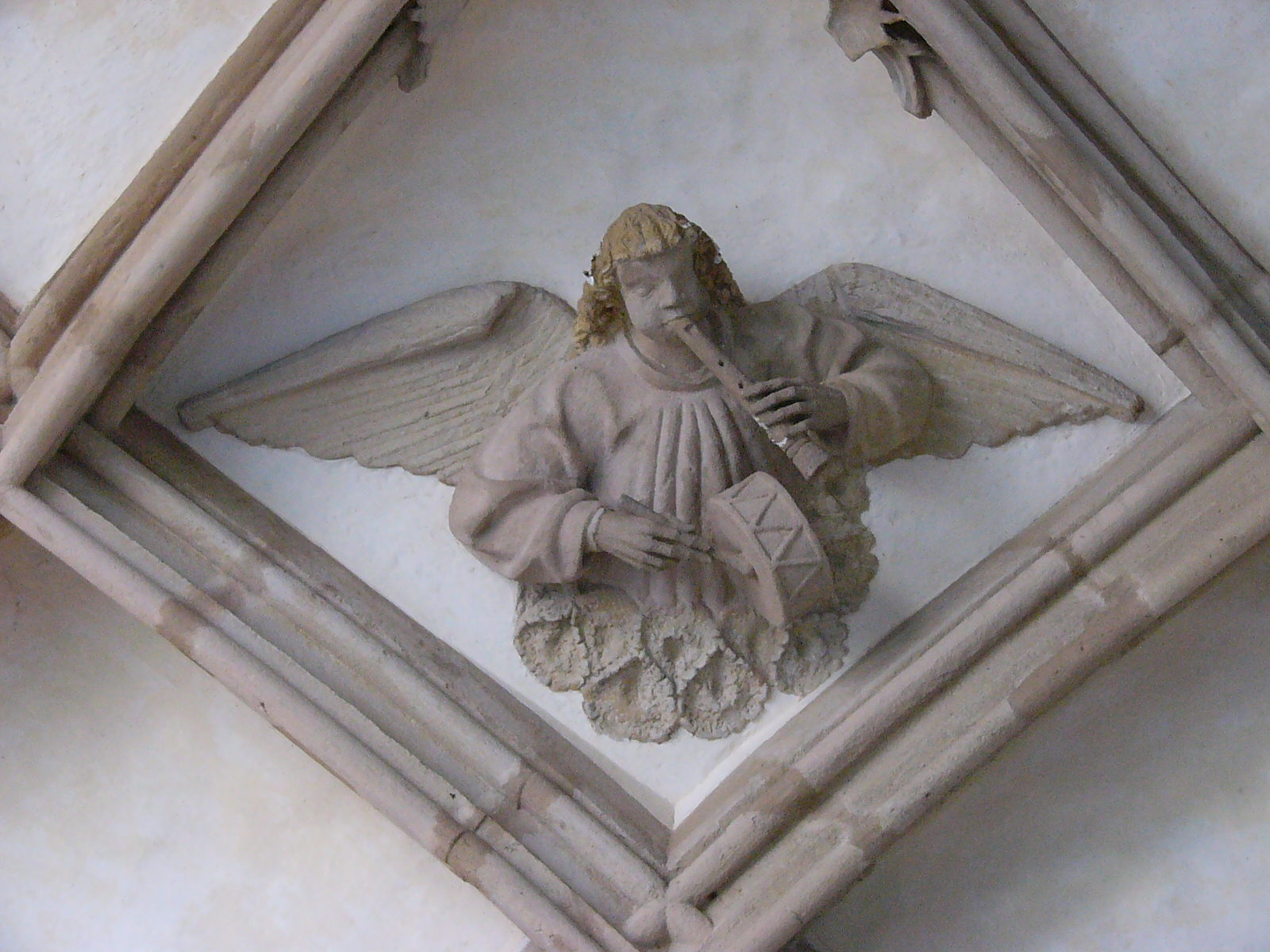
Engel mit Einhandflöte und tabor an der Decke des Kreuzgangs im Kloster Himmelkron. Ende 15. Jahrhundert

Tabor, auch tabar (altfranzösisch), ist eine Gruppe historischer zweifelliger Zylindertrommeln unterschiedlicher Größe. Der Spieler spielte im europäischen Mittelalter normalerweise die tabor mit der rechten Hand zusammen mit einer Einhandflöte, deren drei Grifflöcher er mit der linken Hand bediente.

## Etymologie
Von den altfranzösischen Bezeichnungen tabor, tabour und tabar für „Trommel“, spätlateinisch tabornum und mittelhochdeutsch tambūr unterscheidet sich der Bauform nach das altfranzösisch Wort taborel für eine Rahmentrommel. Hieraus wurden neufranzösisch tambour, italienisch tamburo, Spanisch tambor und das deutsche Lehnwort Tamburin für die Rahmentrommel.
Das Wort tabor findet sich erstmals im altfranzösischen Heldenepos Rolandslied (Zeile 852, Zeile 3137), das um 1080 entstand, also vor dem Ersten Kreuzzug (1096–1099). Eine vermutete Herkunft von der persischen Kesseltrommel tabīr erscheint damit wegen der zeitlichen Abfolge als unwahrscheinlich. Daher werden die europäischen Schreibvarianten von der allgemeinen arabischen Bezeichnung für Trommeln, tabl (طبل, DMG ṭabl, Plural ṭubūl) abgeleitet. Die Mauren haben wohl ab dem 8. Jahrhundert die Laute barbaṭ, die Kesseltrommel naqqāra (Pl. naqqārāt, berberisch: nuqqāirāt) und andere Musikinstrumente auf der Iberischen Halbinsel eingeführt, wobei jedoch die ersten Hinweise auf die Verwendung dieser arabischen Instrumente in Europa erst aus späterer Zeit vorliegen.
Als Zwischenschritt von ṭabl zu tambor soll ein anderes persisches Wort, ṭunbūr (Pl. ṭanābīr), das ansonsten Saiteninstrumente (tanbur) bezeichnet, die Bedeutung von ṭabl angenommen haben und der Ausgangspunkt für einen Teil der europäischen Trommelbezeichnungen geworden sein. Der andere Teil fand mit dem arabischen Artikel in der Schreibweise aṭ-ṭabl und der Bedeutung „Kesseltrommel“ ins Spanische als atabal, ins Italienische als ataballa, ins Altfranzösische als attabal und bis zur Kriegstrommel ettebel der nordafrikanischen Tuareg.

## Bauform und Verbreitung

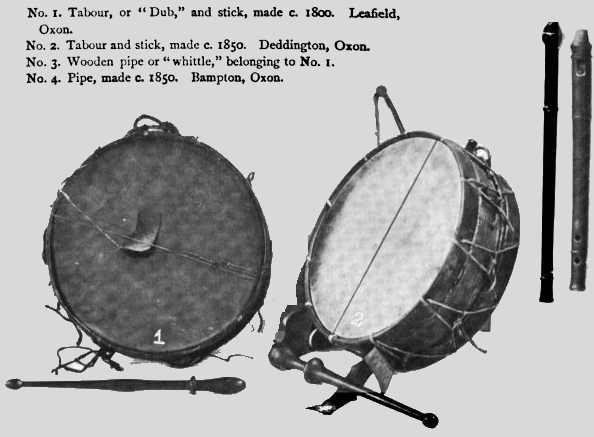
Zwei englische tabor (dub) mit Schnarrsaiten und Holzflöten (whittle), 19. Jahrhundert

Vor den großen Kesseltrommeln und den kleinen Kesseltrommelpaaren (französisch nacaires, von naqqāra) war die zylindrische tabor die beliebteste Trommel im europäischen Mittelalter. Ihre Formen reichten von kleinen, beidseitig geschlagenen Zylindertrommeln, die an einem Halsband quer vor der Brust getragen wurden, über Rahmentrommeln, deren Rahmenhöhe kleiner als ihr Durchmesser war, bis zu großen Trommeln, die schräg am Oberschenkel hingen und einseitig auf das obere Fell geschlagen wurden. Die Membran an der geschlagenen Seite war immer mit einer Schnarrsaite aus Darm versehen, die untere Membran besaß manchmal ebenfalls eine Schnarrsaite.
Vom 11. bis zum 16. Jahrhundert ist die tabor häufig auf Gemälden und Steinreliefs abgebildet. Auf Matthias Grünewalds Gemälde Die Verspottung Christi (um 1503–1505) ist am linken Bildrand eine kleine tabor mit Schnurverspannung zu sehen, das mit einem geraden Klöppel geschlagen wird, während der Spieler zugleich eine lange Flöte bläst, die er mit der linken Hand hält. Diese Kombination war damals verbreitet und gehört bis heute zur Jig und anderen Volkstänzen in Großbritannien (whittle and dub, gleichbedeutend mit pipe and tabor) sowie in Südfrankreich (galoubet et tambourin), Spanien (fluviol e tamboril) und Portugal.
Unter den Figurenreliefs des „Engelschors“ (1256–1280) der gotischen Kathedrale von Lincoln befinden sich an den Wänden der Triforiumszone sitzende Engel mit Spruchbändern, Büchern und vorwiegend mit Musikinstrumenten: verschiedene Harfen, Fidel, Guiterne, Busine, Doppelflöte, Leier etc. Ein sitzender Engel, der eine senkrecht gehaltene Rahmentrommel neben seinem linken Oberschenkel schlägt und zugleich Flöte bläst, ist der Angel with pipe and tabor. Die tabor hängt mit einem Band an seinem linken Arm, es ist eine flache zweifellige Trommel mit Schnurspannung in Zickzackform und Lederschlaufen; eine einzelne Schnarrsaite ist sichtbar. Der Schlägel in seiner rechten Hand besteht aus einem kräftigen zylindrischen Stiel. Der deutlich abgesetzte Kopf des Schlägels ist rund und wie man annehmen kann, mit einem weichen Material überzogen und zu einer Kugelform gewickelt.
Neben den eher kleinen Instrumenten der Engel, die in der Volkstanzmusik weiterleben, wurden auch größere tabor in militärischen Zusammenhängen abgebildet. Eine solche Militärtrommel beschrieb der Kirchengelehrte Thoinot Arbeau in seinem Werk Orchésographie von 1589. Er nannte sie la tambour; grand tambour. Länge und Durchmesser betrugen jeweils ca. 80 Zentimeter. Die Abbildung zeigt eine Trommel mit Schnur-Bespannung in 14 Bahnen mit geknoteten Strupfen, sie hat weder Druckreifen noch Schnarrsaiten. Die andere beschriebene und abgebildete Schnurtrommel nannte er tabourin à main. Deren Länge betrug 60 Zentimeter bei einem Durchmesser von 30 Zentimetern. Beide Membrane waren mit einer Schnarrsaite ausgestattet. Hieraus entwickelte sich die in der Marschmusik verwendete Rührtrommel. Das Zusammenspiel von Militärtrommeln und Blasinstrumenten wird in der Chronik der Stadt Basel für das Jahr 1332 erwähnt. Schweizer Trommler waren damals in Europa hoch angesehen, weshalb der englische König Heinrich VII. einer Abrechnung seiner Privatausgaben von 1492 zufolge zwei Schweizer Tabor-Spieler beschäftigte. Die Basler Trommel ist ein in dieser Tradition stehendes Marschmusikinstrument.

## Spielweise

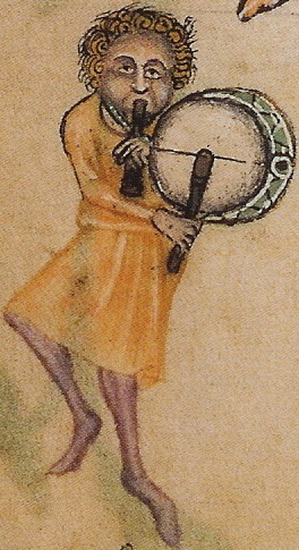
Whittle and dub. Buchmalerei im englischen Luttrell-Psalter, 1325–1335

Seit dem 12. Jahrhundert stellte der Flöten-und-Trommel-Spieler die simpelste Form einer Tanzband dar. Die Spielweise auf beiden Instrumenten zugleich setzt voraus, dass der mit einer Hand produzierte Trommelrhythmus entsprechend einfach sein muss. Der Spieler sollte am besten nahe am Rand und direkt auf die über der Membran verlaufende Schnarrsaite schlagen, um ein gleichmäßiges Schnarrgeräusch zu erzielen. Unabhängig von der Taktart wird der erste Schlag des rhythmischen Musters betont. Viele Stücke der Renaissancemusik sind im 3/4 oder 6/8-Takt gesetzt und wechseln während des Spiels mehrmals für kurze Zeit in den anderen Rhythmus, gelegentlich halten die Ensemblemitglieder beide Rhythmen nebeneinander.
Auf ähnliche Weise bediente im Mittelalter und in der Renaissance ein Musiker neben der Einhandflöte anstelle der tabor das tambourin de Béarn. Dieses Saiteninstrument in der Form einer Bordunzither wurde und wird in der Volksmusik des französischen Baskenlandes unter dem Namen ttun-ttun wie die Trommel mit einem Stock geschlagen. Die Basken spielen bei Umzügen und sonstigen Volksfesten auch die auf Baskisch danbolin genannte tabor zusammen mit einer Einhandflöte.